# 22835 Rickgardner
22835 Rickgardner è un asteroide della fascia principale. Scoperto nel 1999, presenta un'orbita caratterizzata da un semiasse maggiore pari a 2,5849926 UA e da un'eccentricità di 0,1865954, inclinata di 7,27947° rispetto all'eclittica.